# Édes Albert
Édes Albert (Csór, 1805. március 27. – Tarján, 1887. július 29.) költő, a Tiszáninneni Református Egyházkerület esperese.

## Élete
Édes Gergely református lelkész és Szászy Katalin fia volt. Tanult Pápán és Sárospatakon; 1823-ban Madarász Gedeon fiai mellett nevelősködött. 1825-ben beregszászi tanító és címzetes káplán volt; 1827–1829-ig Sárospatakon mint hittanhallgató a költészeti és logikai osztályban helyettes tanárnak alkalmazták. 1829-ben a miskolci lyceumban a logika és szónoklattan tanára lett, de a neveléstan, betűszámtan, mértan, a görög- és latin nyelvből is tartott előadásokat. 1835-ben Tiszakeszibe, 1843-ban Tiszatarjánba választották meg lelkésznek. Az alsó-borsodi református egyházmegye előbb tanácsbiróvá, 1858-ban pedig esperessé választotta. 1863-ban lelkészi s esperesi hivataláról lemondott és Derzsi birtokára vonult. Az 1865–1868 közötti időszakban a mezőcsáti kerület országgyűlési képviselője volt. Neje, Tornai Sz. Zsuzsa volt (meghalt 1869. november 14-én).

## Munkái
1. Édes Albert egyházi beszédei. Pest, 1856–57. I. és II. kötet. Pápa, 1860. III. kötet. (Az összes bevételt a pataki, pesti s pápai ref. főiskoláknak adta.)
2. A lelkipásztor, mint apostoli buzgóság, bátorság példánya. Gyászbeszéd Apostol Pál felett. Miskolcz, 1860. (A munka 120 frt jövedelmét a miskolci reform. leánynevelő-intézetnek adta.)
3. Horácz levele a pisókhoz. Bpest, 1860. (Fábián Gábornak ajánlva, ahhoz előszóval.)
4. Édes Albert rövid életrajza. S.-Patak, 1882.

Kéziratban: Lucanus Pharsaliája, Horácz és Juvenal satirái, szertartási beszédek, ifjúkori zsengék, humoros költemények, enyelgő levelek kötött alakban barátaihoz, különösen Fábiánhoz. Vallásos szó a tisztujító néphöz. Tiszakeszi, 1839.
Álneve: Mézkolcsi a Társalkodóban (1835.); jegye: xx. (Uo.)
A tanulókorában írt rímes verseit Zsenge címmel elküldte Kazinczy Ferencnek, ki azokat irgalmatlanul keresztülhuzgálta s ezt írta alá: Sokat kell addig tanulnunk s gyakorlatilag erősödnünk, míg az átkozott kadenciák helyét a helyes írás pótolja. Egy pár mértékes versére pedig így nyilatkozott: Excellent! ön Édesem szerencsésebb lesz a mértékes mint rímes verselésben. E két versét be is küldötte a F. M. Minervába (1826.), hova 1827–29-ben is írt verseket. Ezután pár év múlva, mint a sárospataki főiskolából kiküldött suplikáns, meglátogatta Pápán volt tanárát Márton Istvánt, ki elriasztotta a költői pályától, mert különben, úgymond, örökös szegény lesz mint apja; azért tíz évig nem is verselt. 1835-től kezdve cikkeket írt a Jelenkor melléklapjába a Társalkodóba, Századunkba, Pesti Naplóba, Uj időkbe, Esti Lapokba, Falusi Gazdába (1857–59.) s a Vasárnapi Ujsága (1865. 1870. 1880.), a Honba (1868. 17. sz. Kossuth és Böszörményi); a Protestáns Egyházi és Iskolai Lapnak állandó munkatársa volt. A költészettel se hagyott fel, csakhogy verseit kéziratban hagyta hátra.